# The Proud and Profane
The Proud and Profane (bra: O Fruto do Pecado) é um filme estadunidense de 1956, do gênero drama de guerra, dirigido por George Seaton e estrelado por William Holden e Deborah Kerr. O filme possui vários pontos de contato com From Here to Eternity, mas nunca conseguiu igualar-se a ele. Apesar disso, obteve duas indicações ao Oscar, nas categorias Melhor Figurino e Melhor Direção de Arte / Decoração de Interiores.

## Sinopse
Viúva de um tenente morto na Batalha de Guadalcanal, a bela Lee Ashley chega a Nouméa, na Nova Caledônia, onde vai servir como voluntária na Cruz Vermelha. Desejada pelos soldados e marinheiros ali baseados, apaixona-se pelo Tenente-Coronel Colin Black, que finge ter conhecido seu marido. Após casarem-se secretamente, Colin parte para o campo de batalha e Lee engravida. Ela acaba por descobrir que Colin já era casado e eles se separam. Lee consegue transferência para Guadalcanal, onde conhece Eustace Press, que lhe conta segredos sobre o marido e narra como ele morreu. Um dia, Colin, ferido por um morteiro, desembarca na ilha.

## Elenco
| Ator/Atriz       | Personagem                  |
| ---------------- | --------------------------- |
| William Holden   | Tenente-Coronel Colin Black |
| Deborah Kerr     | Lee Ashley                  |
| Thelma Ritter    | Kate Connors                |
| Dewey Martin     | Eddie Wodcik                |
| William Redfield | Capelão Holmes              |
| Ross Bagdasarian | Louie                       |
| Adam Williams    | Eustace Press               |
| Marion Ross      | Joan                        |
| Theodore Newton  | Bob Kilpatrick              |
| Richard Shannon  | Major                       |

## Principais premiações
| Prêmio | Categoria                                                                                        | Situação |
| ------ | ------------------------------------------------------------------------------------------------ | -------- |
| Oscar  | Melhor Direção de Arte/Decoração de Interiores (preto e branco) Melhor Figurino (preto e branco) | Indicado |